# رودولف كلاينباول
رودولف كلاينباول Rudolf Kleinpaul (ولد في 8 مارس 1845 في جروسجرابه قرب كامينتس في أوبرلاوزيتس – ومات في عام 1918) هو كاتب ألماني.
درس علم الصرف والفلسفة في لايبزغ والفيزياء في برلين. قام بالعديد من الرحلات واستقر في عام 1878 في جوليس قرب لايبزغ.

## من أعماله
- الدهبية die Dahabiya (صور رحلات من مصر) 1879